# Alois Toduschek
Alois Toduschek (auch Alois Totuschek; * 2. Februar 1885 in Nové Město na Moravě; † nach 1914) war ein österreichischer Ringer.
Alois Toduschek startete, wie damals in Europa üblich, ausschließlich im griechisch-römischen Stil und bis auf die Olympischen Spiele 1912 in Stockholm nur bei Turnieren in seiner Heimatstadt Wien.
Bei den Ringer-Weltmeisterschaften 1908 gewann er in der Gewichtsklasse bis 75 kg hinter seinem Landsmann Robert Dirry die Silbermedaille. Ein Jahr später bei den Weltmeisterschaften 1909 konnte er Robert Dirry auf den zweiten Platz verdrängen und wurde Weltmeister. Bei den Inoffiziellen Ringer-Weltmeisterschaften 1910 gewann Alois Toduschek erneut die Gewichtsklasse bis 75 kg vor Robert Dirry. Die Inoffizielle Weltmeisterschaften 1911 fanden an vier verschiedenen Orten statt, bei den Wettkämpfen in Wien wurde Alois Toduschek in der Kategorie bis 85 kg Vierter. Durch einen zweiten Platz beim Olympiaqualifikationsturnier in Wien hinter Peter Kokotowitsch qualifizierte sich Toduschek für die Olympischen Sommerspiele 1912. Dort schied er allerdings nach Niederlagen gegen den späteren Olympiasieger Claes Johanson aus Schweden und gegen Emil Westerlund aus Finnland frühzeitig aus. Alois Toduscheks letztes Turnier waren die Inoffiziellen Ringer-Europameisterschaften 1914, bei denen er in der Klasse bis 82,5 kg hinter Ivar Böhling aus Finnland nochmal den zweiten Platz belegte.

## Erfolge
(WM=Weltmeisterschaften, GR=griechisch-römisch, Fg = Federgewicht, Mg = Mittelgewicht, Hsg = Halbschwergewicht)
- 1908, 2. Platz, WM in Wien, GR, Fg (unter 75 kg), hinter Robert Dirry, Österreich und vor Harald Christensen, Dänemark, Andreas Mrosek, Österreich, Hugo Payr, Ungarn und Frithiof Mårtensson, Schweden
- 1909, 1. Platz, Mitteleuropäische Meisterschaften in Wien, GR, Mg (70 bis 80 kg), vor Jozsef Marothy, Ungarn und Alfred Winter, Österreich
- 1909, 1. Platz, WM in Wien, GR, Fg (unter 75 kg), vor Robert Dirry, Andreas Mrosek und Ludwig Kossuth
- 1910, 1. Platz, Inoff. Weltm. in Wien, GR, Fg (unter 75 kg), vor Robert Dirry und Peter Kokotowitsch, beide Österreich
- 1911, 4. Platz, Inoff. Weltm. in Wien, GR, Hsg (70 bis 85 kg), hinter Harald Christensen, Karl Barl und Johann Trestler, beide Österreich
- 1914, 2. Platz, Inoff. Europam. in Wien, hinter Ivar Böhling, Finnland und vor Franz Kawan und Johann Trestler, beide Österreich